# Dendronephthya acaulis
Dendronephthya acaulis is een zachte koraalsoort uit de familie Nephtheidae. De koraalsoort komt uit het geslacht Dendronephthya. Dendronephthya acaulis werd in 1906 voor het eerst wetenschappelijk beschreven door Kükenthal. 